# Guy Sebastian
Guy Theodore Sebastian, född 26 oktober 1981 i Klang i Selangor i Malaysia, uppväxt i Adelaide, är en australisk sångare. Han blev känd år 2003 då han vann den första säsongen av Australian Idol. Sedan dess har han släppt fem studioalbum, ett samlingsalbum och två EP-skivor.
Den 10 augusti (egentligen den 28 augusti) 2012 släppte Sebastian tillsammans med rapparen Lupe Fiasco singeln "Battle Scars", skriven av de själva och David Ryan Harris och producerad av Pro-Jay. Låten finns med på Sebastians album Armageddon som släpptes den 12 oktober 2012 och Lupe Fiascos album Food & Liquor II: The Great American Rap Album Pt. 1 som släpptes den 25 september 2012. Sebastian representerade Australien under Eurovision Song Contest 2015 i Wien.

## Karriär

### 2003: Just as I Am
Tillsammans med de andra elva finalisterna i Australian Idol framförde han låten "Rise Up" som tillbringade tre veckor i toppen av den australiska singellistan mellan den 26 oktober och den 9 november 2003. Hans debutalbum Just as I Am släpptes den 7 december 2003. Albumet nådde första plats på den australiska albumlistan och tredje på den nyzeeländska. Albumet kom att bli hans mest framgångsrika i karriären då det certifierades sex gånger platinum i Australien och två gånger platinum i Nya Zeeland. Det var även hans enda album som sålde platinum i Nya Zeeland. Albumet visade sig senare vara rank 28 på listan över de 100 mest sålda albumen i Australien mellan år 2000 och 2009. Debutsingeln "Angels Brought Me Here" blev en stor hit då den nådde första plats på singellistan i både Australien och Nya Zeeland. Singeln certifierades även fyra gånger platinum i Australien och en gång i Nya Zeeland. Singeln visade sig senare vara den mest sålda singeln i hela Australien under åren 2000 till 2009. Albumets andra singel "All I Need Is You" toppade också den australiska singellistan.

### 2004: Beautiful Life
Han släppte sitt andra album Beautiful Life den 18 oktober 2004. Albumet nådde andra plats på albumlistan i Australien. Albumet certifierades platinum för sin försäljning i Australien. Albumets första singel "Out with My Baby" blev hans tredje av tre singlar som toppade den australiska singellistan. Albumets två andra singlar "Kryptonite" och "Oh Oh" nådde också topp-15-placeringar i Australien.

### 2006: Closer to the Sun
Den 28 oktober 2006 släppte han sitt tredje album Closer to the Sun. Albumet nådde plats fyra på albumlistan i Australien. Precis som hans förra album certifierades även detta platinum i Australien. Den första singeln "Taller, Stronger, Better" nådde tredje plats på den australiska singellistan. De andra två singlarna från albumet var "Elevator Love" och "Cover on My Heart" som också hade viss framgång i Australien.

### 2007: The Memphis Album
Den 10 november 2007 släpptes hans fjärde studioalbum The Memphis Album. Alla låtar på albumet är covers förutom en. Albumet nådde tredje plats på den australiska albumlistan och gjorde därmed att hans fyra första studioalbum placerat sig etta, två, trea och fyra som högst på listan. Albumet blev hans näst mest sålda genom karriären efter sitt debutalbum och certifierades två gånger platinum. Den 6 december 2007 släppte han en EP med titeln Your Song. Den 29 maj 2009 släppte han även EP-skivan Guy Sebastian EP. Båda EP-skivorna släpptes endast för digital nedladdning.

### 2009: Like it Like That
Det femte studioalbumet Like it Like That släpptes den 23 oktober 2009. Albumet nådde sjätte plats på den australiska albumlistan, lägst av hans fem första studioalbum, men tillbringade även en vecka på den nyzeeländska albumlistan. Albumet certifierades platinum i Australien. Den första singeln från albumet var låten med samma titel som albumet, "Like it Like That". Den nådde första plats på den australiska singellistan och var därmed Sebastians fjärde singel som gjort så efter hans tre första. Det var även den tredje som tog sig in på den nyzeeländska singellistan efter hans två första. Singeln certifierades platinum gånger tre i Australien. På listan över de 100 mest sålda singlarna i Australien mellan åren 2000 och 2009 var singeln rankad 29. Hans andra singel från albumet var "Art of Love" som han framförde tillsammans med sångerskan Jordin Sparks. Den nådde topp-10-placeringar på singellistorna i både Australien och Nya Zeeland. Han släppte även låtarna "All to Myself" och "Never Hold You Down" som singlar från Like it Like That men dessa blev hans minst framgångsrika singlar hittills i karriären. "Never Hold You Down" blev dessutom den första som inte tog sig in på den australiska singellistan överhuvudtaget.

### 2010: Twenty Ten
Efter en väldigt framgångsrik musikkarriär på sju år släppte han sitt första samlingsalbum Twenty Ten den 19 november 2010. Samlingsalbumet nådde fjärde plats i Australien och tjugofjärde plats i Nya Zeeland. Albumet certifierades platinum vilket nu alla hans sex första album gjort. Med samlingsalbumet släppte han även en ny singel med titeln "Who's That Girl" som framfördes med sångerskan Eve. Låten kom att bli en av hans största hits och var hans femte singel att toppa den australiska singellistan och den andra att toppa den nyzeeländska. Den var också den andra att toppa både den australiska och nyzeeländska singellistan efter att hans debutsingel "Angels Brought Me Here" från 2003 också hade gjort det. Precis som debutsingeln certifierades även denna fyra gånger platinum i Australien och en gång i Nya Zeeland.

### 2012: Armageddon
År 2011 spelade Sebastian in en ny version av Lionel Richies låt "All Night Long" tillsammans med Richie själv. Den nya versionen nådde plats 26 på singellistan i Australien och 12 i Nya Zeeland. Den 18 november 2011 släppte han singeln "Don't Worry Be Happy" som den första från hans kommande album Armageddon. Låten nådde plats 5 på den australiska singellistan och 26 på den nyzeeländska. Singeln certifierades platinum gånger tre i Australien och är den enda av hans singlar som sålts så mycket utan att toppa den australiska singellistan.

### 2015: Eurovision Song Contest
Den 4 mars (5 mars australisk tid) presenterades Sebastian som Australiens första representant vid Eurovision Song Contest. Låten heter "Tonight Again".

## Diskografi

### Album
- 2003 - Just as I Am
- 2004 - Beautiful Life
- 2006 - Closer to the Sun
- 2007 - The Memphis Album
- 2009 - Like it Like That

### Samlingsalbum
- 2010 - Twenty Ten

### EP
- 2007 - Your Song
- 2009 - Guy Sebastian EP (endast i USA)

### Singlar
- 2003 - "Rise Up" (med de andra elva finalisterna i säsong 1 av Australian Idol)
- 2003 - "Angels Brought Me Here"
- 2004 - "All I Need Is You"
- 2004 - "Out with My Baby"
- 2004 - "Kryptonite"
- 2005 - "Oh Oh"
- 2006 - "Taller, Stronger, Better"
- 2006 - "Elevator Love"
- 2007 - "Cover on My Heart"
- 2009 - "Like it Like That"
- 2009 - "Art of Love" (med Jordin Sparks)
- 2010 - "All to Myself"
- 2010 - "Never Hold You Down"
- 2010 - "Who's That Girl" (med Eve)
- 2011 - "All Night Long" (med Lionel Richie)
- 2011 - "Don't Worry Be Happy"
- 2014 - Like A Drum
- 2014 - Like A Drum - The Chainsmokers Remix
- 2015  - Tonight Again (Australiens Eurovision Bidrag 2015)
- 2015 - Tonight Again - Short Edit